# Stefan Lehmann
Pour les articles homonymes, voir Lehmann.
Stefan Lehmann est un gardien de football suisse né le 15 août 1963 à Schaffhouse.

## Biographie

### En club
- 1983-1984 : FC Schaffhouse
- 1984-1986 : FC Winterthur
- 1986-1987 : SC Freiburg
- 1987-1988 : FC Schaffhouse
- 1988-1997 : FC Sion
- 1997-1999 : FC Lucerne

### En sélection
- 18 sélections
- Première sélection : Suisse-Brésil 1-0, le 21 juin 1989 à Bâle
- Dernière sélection : Suisse-Azerbaïdjan 5-0, le 11 octobre 1997 à Zurich

## Palmarès
- Champion de Suisse en 1992 et 1997 avec le FC Sion
- Vainqueur de la Coupe de Suisse en 1991, 1995, 1996 et 1997 avec le FC Sion